# Sand Point
Sand Point (aussi appelé Qagun Tayagungin) est un village appartenant à l'île Popof, de l'archipel Shugiman, Alaska, États-Unis.

## Géographie

### Situation
Le village de Sand Point est situé sur la partie nord ouest de l'île, proche de la mer de Béring, aux États-Unis. 

### Démographie
Au recensement de 2000, la population de Sand Point était de 952 habitants. 
| 1900 | 1920 | 1930 | 1940 | 1950 | 1960 |
| ---- | ---- | ---- | ---- | ---- | ---- |
| 16   | 60   | 69   | 99   | 107  | 254  |

| 1970 | 1980 | 1990 | 2000 | 2010 | - |
| ---- | ---- | ---- | ---- | ---- | - |
| 360  | 625  | 878  | 952  | 976  | - |

### Climat
Le climat est océanique, avec des températures moyennes comprises entre -22 et 24 °C.
| Mois                                  | jan.     | fév.     | mars     | avril    | mai      | juin    | jui.    | août    | sep.    | oct.    | nov.    | déc.     | année    |
| ------------------------------------- | -------- | -------- | -------- | -------- | -------- | ------- | ------- | ------- | ------- | ------- | ------- | -------- | -------- |
| Température minimale moyenne (°C)     | −3       | −2,3     | −2,8     | −0,5     | 2,3      | 5,8     | 8,1     | 8,9     | 6,7     | 2,7     | 0,3     | −1,7     | 2,1      |
| Température moyenne (°C)              | −0,6     | −0,3     | −0,7     | 1,8      | 4,9      | 8,4     | 10,8    | 11,4    | 9,3     | 5,1     | 2,4     | 0,4      | 4,4      |
| Température maximale moyenne (°C)     | 1,8      | 1,6      | 1,5      | 4,2      | 7,5      | 11,1    | 13,4    | 13,9    | 11,9    | 7,5     | 4,5     | 2,5      | 6,8      |
| Record de froid (°C) date du record   | −24 1989 | −16 1947 | −16 2012 | −13 1985 | −11 1982 | −1 1982 | 1 1982  | 2 1980  | −4 1982 | −4 1985 | −8 2012 | −13 2011 | −24 1989 |
| Record de chaleur (°C) date du record | 9 1991   | 13 1982  | 10 2020  | 13 2018  | 18 1942  | 25 2015 | 22 2014 | 22 1993 | 18 2016 | 14 1941 | 12 2013 | 11 2013  | 25 2015  |
| Précipitations (mm)                   | 101,3    | 112,5    | 61,2     | 67,1     | 101,9    | 78,7    | 74,4    | 98,8    | 125,7   | 126,2   | 129,3   | 165,4    | 1 242,5  |
| dont neige (cm)                       | 14       | 4,6      | 3,8      | 2        | 0        | 0       | 0       | 0       | 0       | 0       | 3       | 5,1      | 33       |
| Nombre de jours avec précipitations   | 20,1     | 17,2     | 14,1     | 17,4     | 18,1     | 13,1    | 14,8    | 15      | 17,3    | 19,5    | 20,1    | 22,5     | 209,2    |

## Histoire
Sand Point a été fondé par une compagnie de poissons de San Francisco en 1898, en tant que lieu d'échange et de stockage des poissons. À cette époque, des Aléoutes et des Scandinaves peuplaient l'île. Au début du XXe siècle, l'exploitation minière de l'or a permis au village de s'agrandir, mais l'activité principale reste le commerce du poisson.
À peu près la moitié des habitants sont des descendants d'Aléoutes, notamment de la tribu Qagan Tayagungin et vivent en pêchant. Il y a un aéroport avec des vols réguliers vers Anchorage, situé à 575 miles au nord-est.
Les habitants se nourrissent aussi grâce à un troupeau de bisons introduit dans les années 1930 qui vit plus au sud.
La chapelle russe orthodoxe Saint Nicolas a été bâtie en 1933.